# David Letterman
David Michael Letterman (nascut el 12 d'abril de 1947 a Indianapolis) és un humorista i presentador de televisió estatunidenc, presentador de programes d'entrevistes nocturnes, productor de televisió, propietari de l'equip Rahal Letterman Racing de l'IndyCar Sèries i filantrop.
Durant 33 anys va ser presentador de programes de late-night d'Estats Units, començant al 1982 amb el programa Late Night with David Letterman, que presentava a la NBC, i acabant amb Late Show with David Letterman a la cadena CBS. És el presentador de late-night amb més anys amb antena de la televisió dels Estats Units, amb 6.080 episodis entre els seus dos programes, superant a Johnny Carson.
També és productor de televisió i cinema. La seva productora, Worldwide Pants, va produir els seus propis programes, així com The Late Late Show i diverses comèdies de màxima audiència, entre les quals la més exitosa va ser la sèrie de la CBS Everybody Loves Raymond.
Diversos presentadors de late-night han reconegut la influència de Letterman, com ara Conan O'Brien, Jimmy Fallon, Seth Meyers (tots tres successors de Letterman a Late Night), Stephen Colbert (el seu successor a The Late Show), Jimmy Kimmel i Jon Stewart. Des del 2018, presenta la sèrie de Netflix My Next Guest Needs No Introduction with David Letterman.